# Hanna Åhlén
Hanna Christina Åhlén, född 18 februari 1994 är en svensk handbollsspelare som spelar för franska HBC Celles-sur-Belle. 

## Klubbkarriär
Åhléns moderklubb är Stockholmspolisens IF. Hon spelade därefter därefter sju år i Skuru IK. Under sin tid i Skuru tog sig laget till SM-final fyra gånger med silver som resultat varje gång. Inför säsongen 2019/2020 värvades hon av danska EH Aalborg. Åhlén gjorde 40 mål på 23 matcher under säsongen 2019/2020 som slutade med nedflyttning för Aalborg.
Inför säsongen 2020/2021 gick Åhlén till norska Larvik HK som var nyuppflyttade i högstadivisionen. Hon gjorde totalt 54 mål på 11 matcher för Larvik fram tills i januari 2021 då säsongen avbröts på grund av coronaviruspandemin. Åhlén slutade på 13:e plats i skytteligan med 51 mål på 10 matcher trots att Larvik låg sist i serien med endast en poäng. Hon gjorde även tre mål på en match i norska cupen.
Inför säsongen 2021/2022 gick hon till franska HBC Celles-sur-Belle.

## Landslagsspel
Åhlén gjorde 112 mål på 50 landskamper för Sveriges ungdomslandslag mellan 2010 och 2014.

## Meriter
- Elitserien / Svensk handbollselit
  -  Silver: 2014, 2015, 2016, 2019